# سلمى السعيد
سارة بركة (مواليد 1 أكتوبر 1991) هي لاعبة جمباز مصرية، مثّلت مصر في دورة لندن 2012.

## المشاركة الأولمبية

### لندن 2012
| الرياضيّة    | الحدث  | التصفيات | التصفيات | التصفيات | التصفيات | التصفيات | التصفيات | النهائي  | النهائي  | النهائي  | النهائي  | النهائي  | النهائي  |
| الرياضيّة    | الحدث  | الوضع    | الوضع    | الوضع    | الوضع    | المجموع  | الترتيب  | الوضع    | الوضع    | الوضع    | الوضع    | المجموع  | الترتيب  |
| الرياضيّة    | الحدث  | F        | V        | UB       | BB       | المجموع  | الترتيب  | F        | V        | UB       | BB       | المجموع  | الترتيب  |
| ----------- | ------ | -------- | -------- | -------- | -------- | -------- | -------- | -------- | -------- | -------- | -------- | -------- | -------- |
| سلمى السعيد | جميعها | 12.500   | 13.533   | 12.566   | 13.066   | 51.665   | 41       | لم تتأهل | لم تتأهل | لم تتأهل | لم تتأهل | لم تتأهل | لم تتأهل |

## روابط خارجية
- سلمى السعيد على موقع الاتحاد الدولي للجمباز (biography) (الإنجليزية)
- سلمى السعيد على موقع أوليمبيديا (الإنجليزية)